# Parafia Najświętszego Serca Pana Jezusa w Soli
Parafia Najświętszego Serca Pana Jezusa w Soli – parafia rzymskokatolicka znajdująca się w Soli. Należy do dekanatu Milówka diecezji bielsko-żywieckiej. Erygowana 4 lipca 1982 roku.